# Попков, Фёдор Спиридонович
Фёдор Спиридонович Попков (5 марта 1919, Ивановка — 28 июня 1991, Черноисточинск) — советский военнослужащий, в годы Великой Отечественной войны командир орудийного расчёта 6-го артиллерийского полка (74-я стрелковая дивизия (2-го формирования) (1942—1945), Герой Советского Союза.

## Биография
Родился 5 марта 1919 года в деревне Ивановке Ирбитского уезда Пермской губернии (ныне Слободо-Туринский район Свердловской области) в крестьянской семье. Мать — Устинья Игнатьевна.
Окончил 6 классов и школу ФЗУ.
В армии с 1939 по 1946 год. Война застала его на Дальнем Востоке. Боевое крещение принял в боях под Ливнами
. Отличился в Курской битве в боях за город Малоархангельск Орловской области и при форсировании реки Десны у села Оболонье Коропского района Черниговской области. Был тяжело ранен.
16 октября 1943 года присвоено звание Героя Советского Союза с вручением ордена Ленина и медаль «Золотая Звезда» (№ 1870). В битве за Днепр в течение 2-х суток продолжал удерживал рубеж. Участвовал в освобождении Румынии, Югославии, Венгрии и Австрии.
В 1948 году вступил в КПСС. После войны проживал в Тавде. Работал слесарем на судоверфи и в 6-м отделении Тавдалеса. После войны с 1952 года по 1977 год работал на гидролизном заводе.
Умер в 1991 году. Похоронен в посёлке Черноисточинске Пригородного района Свердловской области.
Именем Героя названа улица в Тавде.

## Награды
- Медаль «Золотая Звезда» Героя Советского Союза
- Орден Ленина (16.10.1943),
- Ордена Отечественной войны 2-й (19.07.1943) и 1-й (06.04.1985[7]) степеней,
- Медаль «За боевые заслуги» (02.02.1943),
- Медаль «За победу над Германией в Великой Отечественной войне 1941—1945 гг.» (09.05.1945),
- Медаль «За освобождение Белграда» (09.06.1945)[8].